# IC 2435
IC 2435 је елиптична галаксија у сазвјежђу Рак која се налази на листи објеката дубоког неба у Индекс каталогу.
Деклинација објекта је + 26° 16' 33" а ректасцензија 9h 6m 49,7s. Привидна величина (магнитуда) објекта IC 2435 износи 13,8 а фотографска магнитуда 14,8. IC 2435 је још познат и под ознакама UGC 4782, MCG 4-22-14, CGCG 121-19, ARAK 194, NPM1G +26.0170, PGC 25571.